# Xã Carter, Quận Tripp, South Dakota
Xã Carter (tiếng Anh: Carter Township) là một xã thuộc quận Tripp, tiểu bang Nam Dakota, Hoa Kỳ. Năm 2010, dân số của xã này là 42 người.